# Raavitsa
Raavitsa – wieś w Estonii, prowincji Valga, w gminie Karula.